# Schweizer Bobbahn (Europa-Park)
Die Schweizer Bobbahn im Europa-Park in Rust ist eine Stahlachterbahn vom Typ Bobbahn des Herstellers Mack Rides. Sie befindet sich im Schweizer Themenbereich des Parks.
Die Achterbahn wurde 1985 eröffnet und war der Prototyp dieser Bauart des Herstellers.
Anders als andere Achterbahnen fahren Bobbahnen weitgehend nicht schienengebunden, sondern in einer aus Stahlrohren gefertigten Rinne, in der Form ähnlich einem Eiskanal. Das Fahrgefühl ist deshalb auch ein anderes, die Züge schwingen je nach Beladung mehr oder weniger in den Kurven zur Seite aus, was ein deutliches Schlingern erzeugt. Durch die Länge und Vielgliedrigkeit des Zuges wird dies aber weniger wahrgenommen als bei ähnlichen Anlagen anderer Hersteller, die eingliedrige Wagen benutzen.
Nur in den Bremsen und der Station wird der Zug auf Schienen geführt. Zur Einfädelung sind vor diesen Streckenabschnitten besondere Elemente platziert.
Die Bahn fährt um und über einen originalgetreuen Nachbau des Schweizer Bergdorfs Chandolin, welches allerdings erst ein paar Jahre nach der Bahn errichtet wurde. Dazu musste die letzte Helix der Bahn versetzt und eine weitere Kurve in die Bahn eingebaut werden.
Als Antrieb wird ein Kettenlift benutzt, der die Züge auf den 20 Meter hohen Lifthill befördert. Um die Kapazität von maximal 1100 Personen pro Stunde zu erreichen, können, gesichert durch ein Blocksystem mit Blockbremsen, immer mehrere Züge gleichzeitig die Strecke befahren.
Als Bremsen werden klassische Backenbremsen eingesetzt.

## Züge
Die Schweizer Bobbahn besitzt fünf Züge mit jeweils sechs Wagen, wobei jedoch im regulären Betrieb nur maximal vier Züge eingesetzt werden können. In jedem Wagen können zwei Personen hintereinander (zwei Reihen à einer Person) Platz nehmen. Die Wagen sind wie Bobschlitten aus dem Bobsport gestaltet, wobei jeder Zug eine andere Farbe hat und Flaggen einer anderen Nation trägt.
Folgende Züge existieren:
- „Schweiz 1“ (rot-silber)
- „Schweiz 2“ (rot-weiß)
- „Deutschland“ (grün-silber)
- „Italia“ (silber-gold)
- „France“ (blau-silber)